# Heilshistorische prediking
Heilshistorische prediking is een methode van preken die ontstaan is als antwoord op de vraag hoe de historische verhalen in de Bijbel uitgelegd moeten worden.
De methode ontstond, of werd in elk geval geformuleerd, in de Gereformeerde Kerken in Nederland door de hoogleraar Klaas Schilder in de jaren 1930, en wordt sindsdien vooral gepraktiseerd in de Gereformeerde Kerken vrijgemaakt en de Nederlands Gereformeerde Kerken.

## Definitie en onderbouwing
De heilshistorische prediking in de vorm waarin Schilder haar formuleerde zet zich af tegen de "exemplarische" prediking, volgens welke de Bijbelse verhalen, en in het bijzonder de verhalen uit het Oude Testament, vooral worden gebruikt als voorbeelden hoe christenen vandaag behoren (of niet behoren) te leven. De oudtestamentische gelovigen worden als voorbeeld (of, naargelang het geval, als tegenvoorbeeld) gebruikt hoe men zich dient te gedragen.
De heilshistorische prediking stelt daarentegen dat God de oudtestamentische verhalen niet – in de eerste plaats – heeft gegeven als morele voorbeelden, maar als openbaringen van de komende Messias. De verhalen wijzen, werpen hun schaduw, vooruit in de geschiedenis naar de tijd wanneer de Messias van Israël onthuld zal worden in de persoon en het werk van Jezus Christus.
Om deze stelling te onderbouwen beroepen de voorstanders van de heilshistorische prediking zich vooral op Lucas 24:27, waar Jezus de discipelen op de weg naar Emmaüs leert, "en Hij legde hen uit wat in heel de Schrift op Hemzelf betrekking had, te beginnen bij Mozes en alle Profeten," en ook vers 44, waar Jezus zegt: "Dit is wat Ik jullie heb gezegd toen Ik nog bij jullie was: alles wat er in de Wet van Mozes en bij de Profeten en in de Psalmen over Mij geschreven staat, moet in vervulling gaan."
Op deze wijze wordt de Bijbel niet gezien als een verzameling abstracte morele principes, maar veeleer als een bloemlezing van Gods grote werken in de geschiedenis. De Bijbel is dynamisch – claimen voorstanders – omdat zij het zich ontvouwende verhaal is van de komende Christus, en stap voor stap meer over Hem onthult door de gehele heilsgeschiedenis. In de prediking dient daarom bij de uitleg van de Bijbelteksten aangegeven te worden op welk punt in de heilsgeschiedenis de betreffende teksten staan en op welke wijze zij verwijzen naar Christus.
Waar aanhangers van de heilshistorische prediking anderen verwijten de geschiedenis te negeren, krijgen zij zelf wel de kritiek dat zij te veel op de uitleg van de heilsgeschiedenis gericht zijn. Hierdoor zou de preek eerder een academische verhandeling worden in plaats van dat zij geestelijke leiding geeft aan de kerkgangers.

## Geschiedenis
Schilders heilshistorische benadering heeft oudere wortels en parallellen. De Bijbels theologische beweging ontstond al rond 1800 in Duitsland met de vrijzinnige leer en geschriften van Johann Philipp Gabler (1753–1826), die de historische aard van de Bijbel benadrukte, tegenover een overdreven dogmatische lezing.
Binnen de gereformeerde theologie werd het heilshistorisch denken vooral uitgewerkt door de eerste hoogleraar Bijbelse theologie aan het Amerikaanse Princeton Theological Seminary, de uit de Nederlandse Christelijke Afgescheiden Kerk afkomstige Geerhardus Vos (1862–1949). Hiervoor kon hij aanknopen bij de traditionele gereformeerde verbondsleer, die veel aandacht had voor een voortgaande openbaring van Gods heil binnen de Bijbel.
Door de felle wijze waarop Schilder zijn opvattingen introduceerde en zijn harde kritiek op de gangbare exemplarische prediking droeg de discussie over de heilshistorische prediking bij aan de verscherping van de conflicten rond Schilder die uiteindelijk zouden resulteren in de Vrijmaking van 1944. Omdat de preek werd beschouwd als het voornaamste deel van de kerkdiensten in de Gereformeerde Kerken was het debat over de manier van preken een belangrijke bron van onrust die ervoor zorgde dat veel gemeenteleden intens betrokken waren bij een voor buitenstaanders zeer complexe theologische discussie. Als gevolg van de kerkscheuring bleef Schilders invloed op de prediking vooral beperkt tot de verschillende vrijgemaakte kerken en Nederlands Gereformeerde Kerken.
In de Verenigde Staten wordt de heilshistorische methode voortgezet door het Westminster Theological Seminary, Westminster Seminary California en Northwest Theological Seminary.